# L'Œil de Caine
L'Œil de Caine est le premier roman de Patrick Bauwen publié en 2006 aux éditions Albin Michel et rééditié en 2008 par le livre de poche (thriller ; 37283).

## Résumé
Dix candidats se retrouvent ensemble pour participer à un jeu de téléréalité : L'Œil de Caine, du nom de la productrice de l'émission, Hazel Caine. Dans ce jeu, chacun a un secret à cacher. Mais lors d'une pause dans une station-service au cours du voyage qui emmène les candidats des studios d'enregistrement vers l'hôtel censé abriter leur aventure, un problème surgit : le conducteur du bus est tué quasiment sous les yeux de Thomas Lincoln, un ancien médecin radié. Thomas Lincoln est le seul à être éveillé (avec un garçon de dix ans, Peter DiMaggio). Il finit par s'évanouir après avoir été agressé par la personne qu'il a vu agresser le chauffeur du bus. Et lorsqu'il se réveille, il est dans une église d'un coin perdu et caniculaire du Nevada, tandis que la carcasse carbonisée du bus gît au dehors.
Les candidats vont s'établir de l'autre côté de la rue, et s'aperçoivent rapidement que le village où ils se trouvent est en fait un ancien village de mineurs, qui semble encore servir uniquement pour l'étude des chauves-souris et la prostitution.
C'est alors que la première des candidates disparaît...

## Les personnages
Les participants à L'Œil de Caine sont dix et figurent sur un jeu de cartes distribué lors de la montée dans le bus à chaque candidat :
1. Peter DiMaggio, 10 ans, élève d'école primaire,
2. Cameron Cole[1], 36 ans, moniteur de sports nautiques,
3. Vector Kaminsky, 28 ans, informaticien,
4. Leonard Stern, 70 ans, retraité,
5. Tom (Thomas) Lincoln, 37 ans, ancien médecin,
6. Elizabeth O'Donnel, 33 ans, mère de famille,
7. Nina Rodriguez, 23 ans, conducteur de poids lourds,
8. Dr Karen Walsh, 26 ans, chirurgien,
9. Jeanne Leblanc, 51 ans, serveuse,
10. Pearl Chan, 20 ans, mannequin.

À ces dix personnes qui vont se trouver dans le village abandonné, il convient d'ajouter Cecil, le pompiste bègue monté dans le bus lors de l'agression.
Dans ce village, Seth Gordon surveille tout le monde et les autres ignorent son existence. Seth Gordon est un schizophrène violé par sa mère dans son enfance. Il semble avoir un projet, aidé par un personnage simplement appelé la Voix.